# Miracle (album de BoA)
Pour les articles homonymes, voir Miracle (homonymie).
Albums de BoA
Peace B. Remixes
(2002) Valenti
(2003)
Miracle est un album de BoA qui contient quelques-unes de ses chansons japonaises réenregistrées et remixées en Coréen.

## Liste des titres
Les singles sont en gras
1. "기적" (Destiny)
2. "Every Heart"
3. "Valenti"
4. "Feelings Deep Inside" (마음은 전해진다)
5. "Share Your Heart (With Me)"
6. "Happiness"
7. "Snow White"
8. "Nobody But You"
9. "Next Step"
10. "Nothing's Gonna Change"
11. "Listen To My Heart" (Bonus Track)